# Біюк-Асська волость
Біюк-Асська волость — історична адміністративно-територіальна одиниця Євпаторійського повіту Таврійської губернії.
Станом на 1886 рік складалася з 3 поселень, 2 сільських громад. Населення — 116 осіб (50 чоловічої статі та 66 — жіночої), 22 дворових господарства.
|                     | Площа, десятин | У тому числі орної, дес. |
| ------------------- | -------------- | ------------------------ |
| Сільських громад    | 941            | 931                      |
| Приватної власності | 83124          | 9491                     |
| Казенної власності  | 9390           | 1870                     |
| Іншої власності     | 12684          | 970                      |
| Загалом             | 106139         | 13262                    |

Найбільше поселення волості:
- Баясут — село, 65 осіб, 13 дворів. За 15 верст — волосне правління (за 59 верст від повітового міста), 2 мечеті. За 2 версти від волосного правління — мечеть. За 8 верст — 2 мечеті. За 10 верст — 3 мечеті. За 12 верст — 3 мечеті. За 15 верст — православна церква, мечеть, постоялий двір. За 16 верст — 2 мечеті. За 20 верст — мечеть. За 25 верст — 4 мечеті, 2 лавки, пристань для завантаження солі та соляне озеро. За 28 верст — лютеранський молитовний будинок, школа. За 30 верст — мечеть.